# Clãs da Libéria

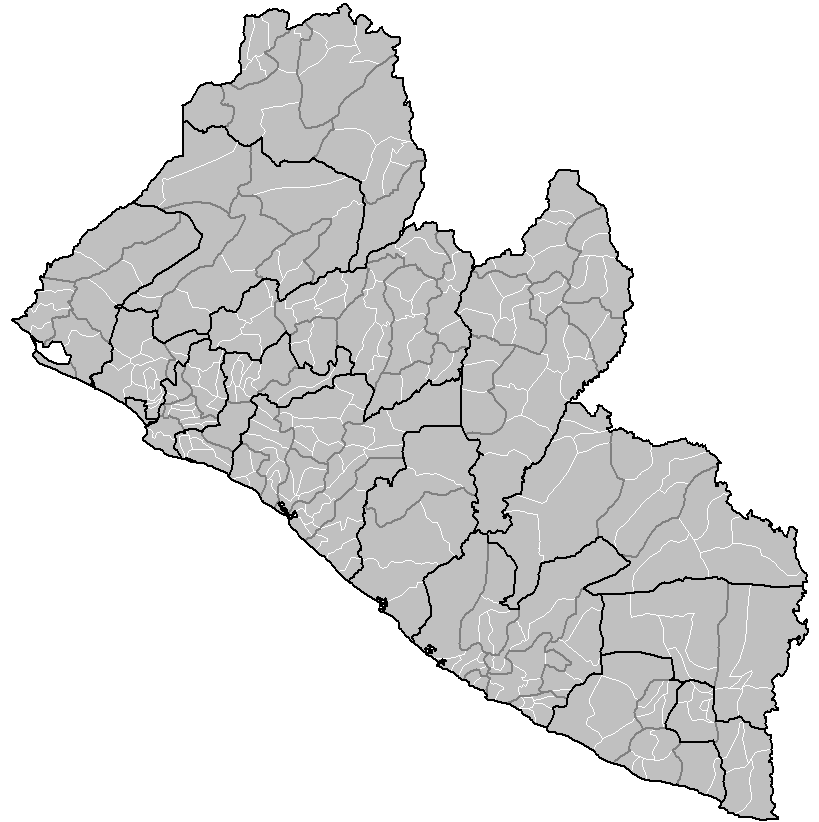
Clãs da Libéria

Os distritos da Libéria são divididos em clans (Clãs).